# Гу Юй
Гу Юй (кит. 谷 雨; род. 12 июля 1983, Паньцзинь, Ляонин) — китайский боксёр, представитель легчайшей весовой категории. Выступал за национальную сборную КНР по боксу в 2006—2012 годах, победитель и призёр многих турниров международного значения, участник летних Олимпийских игр в Пекине.

## Биография
Гу Юй родился 12 июля 1983 года в городском округе Паньцзинь провинции Ляонин, КНР.
Первого серьёзного успеха на взрослом международном уровне добился в сезоне 2006 года, когда вошёл в основной состав китайской национальной сборной и побывал на Кубке короля в Бангкоке, откуда привёз награду золотого достоинства, выигранную в зачёте легчайшей весовой категории. Также в этом сезоне выступил на Кубке мира в Баку и на Азиатских играх в Дохе.
В 2007 году одержал победу на международном турнире в Синьцзяне, дошёл до четвертьфинала на чемпионате Азии в Улан-Баторе и на чемпионате мира в Чикаго, где был побеждён англичанином Джо Марри. Принял участие в матчевых встречах со сборными Казахстана и США.
В 2008 году победил на международном турнире Ахмет Джёмерт в Стамбуле, стал серебряным призёром на Кубке короля в Бангкоке, был лучшим в зачёте китайского национального первенства. Благодаря череде удачных выступлений удостоился права защищать честь страны на домашних летних Олимпийских играх в Пекине. В категории до 54 кг благополучно прошёл первого соперника по турнирной сетке, тогда как во втором бою со счётом 6:13 потерпел поражение от молдаванина Вячеслава Гожана.
После пекинской Олимпиады Гу остался в составе боксёрской команды Китая на ещё один олимпийский цикл и продолжил принимать участие в крупнейших международных турнирах. Так, в 2009 году он взял бронзу на Кубке химии в Галле, поучаствовал в двух матчевых встречах со сборной Италии, оба раза проиграв итальянскому боксёру Витторио Парринелло, боксировал на мировом первенстве в Милане, где в четвертьфинале был побеждён ирландцем Джоном Джо Невином.
В 2012 году выиграл международный турнир в Ордосе.
На чемпионате Китая 2013 года стал бронзовым призёром и вскоре принял решение завершить спортивную карьеру.